# Third Version
"Third Version" è il secondo EP di Money Mark, uscito nel 1996 sotto l'etichetta Mo' Wax.

## Tracce
1. Sometimes You Gotta Make It Alone (1996 version)
2. Revolt of the Octopi
3. Slow Flames
4. Hard Ass
5. From the Beginning to the End
6. Function
7. World Lesson Part II
8. Inner Laugh
9. The Grade
10. Mark's Keyboard Repair

## Curiosità
- I brani del disco sono reperibili anche nell'album precedente, Mark's Keyboard Repair.